# Neven Vukman
Neven Vukman (* 14. Oktober 1985 in Ivanec, SFR Jugoslawien) ist ein kroatischer Fußballspieler.
Nach seiner Jugendzeit bei NK Ivančica im benachbarten Ivanec wechselte er 2004 zu NK Varteks und setzte sich auf Anhieb durch. Seine angestammte Position ist das defensive Mittelfeld. 2009 wechselte er zum NK Karlovac, von 2010 bis 2011 spielte er für NK Rijeka. Im Januar 2012 wurde der Mittelfeldspieler vom kasachischen Erstligisten FK Taras verpflichtet.
Für die kroatische U-21-Nationalelf bestritt er zwischen 2004 und 2006 13 Länderspiele und erzielte dabei zwei Treffer. Anfang 2006 kam er bei einem Turnier in Hongkong zu zwei Einsätzen in der A-Nationalmannschaft.